# Ilja Jasjin
Ilja Valerjevitj Jasjin (ryska: Илья Валерьевич Яшин), född 29 juni 1983 i Moskva, är en rysk liberal politiker och aktivist och en av ledarna för Partiet för folkets frihet (RPR-PARAS) och oppositionsrörelsen Solidaritet.
Jasjin blev år 2000 medlem av partiet Jabloko, var 2001–2005 ledare för ungdomsavdelningen i Moskva, 2005–2008 ledare för ungdomsförbundet, 2003–2006 ledamot av regionalstyrelsen och 2006–2008 ledamot av partiets riksstyrelse. Men i december 2008 deltog han i konstituerande mötet för den demokratiska rörelsen Solidaritet och blev vald till ledamot av dess styrelse. Till följd av detta uteslöts han ur Jabloko.
Han dömdes 2022 till 8,5 år i rysk koloni, för att på Youtube ha kritiserat Vladimir Putins beslut att inleda Rysslands invasion av Ukraina. Han frisläpptes och utvisades 2024.

## I oppositionsrollen
Jasjin har gjort sig känd som stridbar oppositionspolitiker med engagerade och regimkritiska tal. Han är aktiv inom Strategi 31-rörelsen och höll 2005 ett mycket kritisk tal mot den ryska ungdomsrörelsen Nasji som stödde president Vladimir Putin.
Den 31 december 2010 arresterades Jasjin när han demonstrerade i Moskva i en annan av Strategi 31s kampanjer. Han satt fängslad i femton dagar och påstod senare att polisen hade falska anklagelser emot honom. Amnesty International förklarade honom vara samvetsfånge tillsammans med Boris Nemtsov och Konstantin Kosjakin.
I samband med kidnappandet och tortyren av den oppositionelle aktivisten Leonid Razvozjajev från Kiev blev Jasjin arresterade den 27 oktober 2012 tillsammans med oppositionspolitikerna Sergej Udaltsov och Alexej Navalnyj vid en protestdemonstration i Moskva. De tre anklagades för att ha brutit mot allmän ordning för vilket de dömdes till 30000 rubler (1000 amerikanska dollar) i böter eller 50 timmars samhällstjänst.
I februari 2016 presenterade Jasjin den kritiska rapporten Nationellt säkerhetshot, om den tjetjenske ledaren Ramzan Kadyrov. Rapporten pekade ut denne som en fara för den ryska nationella säkerheten och som uppmanade honom att avgå. Rapporten påvisade hur Kadyrov uppmuntrade våldet mot oppositionella, hans luxuösa leverne och korruption och hur han höll på att bygga upp en personlig armé. Den pekade också ut honom som inblandad i mordet på oppositionspolitikern Boris Nemtsov.
Den 9 december 2022 blev han dömd till 8 år och 6 månaders fängelse för att på sociala medier ha spridit "medvetet lögnaktiga uppgifter om Ryska federationens väpnade styrkors övergrepp mot civilbefolkningen i den ukrainska staden Butja” i samband med den ryska invasionen av Ukraina. Han frisläpptes och utlämnades till väst i en stor fångutväxling mellan Ryska federationen och ett antal västländer 1 augusti 2024.